# Option exotique
Une option exotique est un produit dérivé qui présente des caractéristiques plus complexes que les produits classiques, surnommés « options vanille ». Elle s'échange en général sur le marché de gré à gré ou est intégrée à un bouquet de valeurs mobilières, comme une SICAV.
Le terme a été popularisé au début des années 1990 par un article du financier américain Mark Rubinstein (en) (1944-2019), Exotic Options,.